# Торвальд фон Ботмер
Торвальд фон Ботмер (нім. Thorwald von Bothmer; 30 жовтня 1883 — 16 січня 1947) — німецький офіцер-підводник, корветтен-капітан рейхсмаріне.

## Біографія
Представник знатного роду спадкових військовиків. 1 квітня 1902 року вступив на флот. Учасник Першої світової війни. З 23 липня 1915 по 16 червня 1917 року — командир підводного човна SM U-66. 22 листопада 1919 року звільнений у відставку.
Всього за час бойових дій потопив 23 кораблі загальною водотоннажністю 67 399 тонн і пошкодив 3 кораблі (11 964 тонни).
| Дата            | Назва корабля          | Тип                 | Тоннаж | Вантаж             | Екіпаж   | Країна             |
| --------------- | ---------------------- | ------------------- | ------ | ------------------ | -------- | ------------------ |
| 5 квітня 1916   | Zent                   | Пароплав            | 3,890  | Баласт             | 49       | Британська імперія |
| 6 квітня 1916   | Binicaise              | Вітрильник          | 151    | Металобрухт        |          | Франція            |
| 7 квітня 1916   | Sainte Marie           | Вітрильник          | 397    | Сіль               |          | Франція            |
| 7 квітня 1916   | Rijndijk (пошкоджений) | Пароплав            | 3,557  | Пшениця            |          | Нідерланди         |
| 8 квітня 1916   | Santanderino           | Пароплав            | 3,346  |                    |          | Іспанія            |
| 9 квітня 1916   | Eastern City           | Пароплав            | 4,341  | Баласт             | 0        | Британська імперія |
| 9 квітня 1916   | Glenalmond             | Пароплав            | 2,888  | Залізна руда       | 0        | Британська імперія |
| 9 квітня 1916   | Sjolyst                | Пароплав            | 997    | Баласт             | 0        | Норвегія           |
| 10 квітня 1916  | Margam Abbey           | Пароплав            | 4,471  | Баласт             | 0        | Британська імперія |
| 10 квітня 1916  | Unione                 | Пароплав            | 2,367  | Вугілля            | 0        | Королівство Італія |
| 11 серпня 1916  | Inverdruie             | Вітрильник          | 613    | Кріпильні стояки   | 0        | Норвегія           |
| 19 серпня 1916  | Falmouth (пошкоджений) | Легкий крейсер      | 5,250  |                    |          | Британська імперія |
| 11 грудня 1916  | Bjor                   | Пароплав            | 1,090  | Генеральні вантажі | 0        | Норвегія           |
| 11 грудня 1916  | Palander               | Вітрильник          | 311    | Кріпильні стояки   | 0        | Швеція             |
| 1 березня 1917  | Gurre                  | Пароплав            | 1,733  | Залізна руда       | 20       | Норвегія           |
| 1 березня 1917  | Livingstone (приз)     | Пароплав            | 1,005  | Нітрат амонію      | 0        | Норвегія           |
| 22 березня 1917 | Stuart Prince          | Пароплав            | 3,597  | Генеральні вантажі | 20       | Британська імперія |
| 27 березня 1917 | Neath                  | Допоміжний теплохід | 5,548  | Цукор              | 0        | Британська імперія |
| 6 квітня 1917   | Powhatan               | Танкер              | 6,117  | Мазут              | 36       | Британська імперія |
| 5 червня 1917   | Amor                   | Пароплав            | 3,472  |                    |          | Королівство Італія |
| 5 червня 1917   | Manchester Miller      | Пароплав            | 4,234  | Генеральні вантажі | 8        | Британська імперія |
| 7 червня 1917   | Cranmore (пошкоджений) | Пароплав            | 3,157  | Генеральні вантажі | 0        | Британська імперія |
| 7 червня 1917   | Ikalis                 | Пароплав            | 4,329  | Пшениця            | 0        | Британська імперія |
| 10 червня 1917  | Bay State              | Пароплав            | 6,583  | Генеральні вантажі | 0        | Британська імперія |
| 10 червня 1917  | Highbury               | Пароплав            | 4,831  | Нітрати            | 40 (всі) | Британська імперія |
| 14 червня 1917  | Perfect                | Вітрильник          | 1,088  | Зерно              | 0        | Норвегія           |

## Звання
- Морський кадет (1 квітня 1902)
- Фенріх-цур-зее (11 квітня 1903)
- Лейтенант-цур-зее (29 вересня 1905)
- Оберлейтенант-цур-зее (8 лютого 1908)
- Капітан-лейтенант (12 квітня 1913)
- Корветтен-капітан запасу (21 січня 1920)

## Нагороди
- Орден Корони (Пруссія) 4-го класу (19 вересня 1912)
- Залізний хрест 2-го і 1-го класу
- Королівський орден дому Гогенцоллернів, лицарський хрест з мечами (23 вересня 1916)